# Властислав

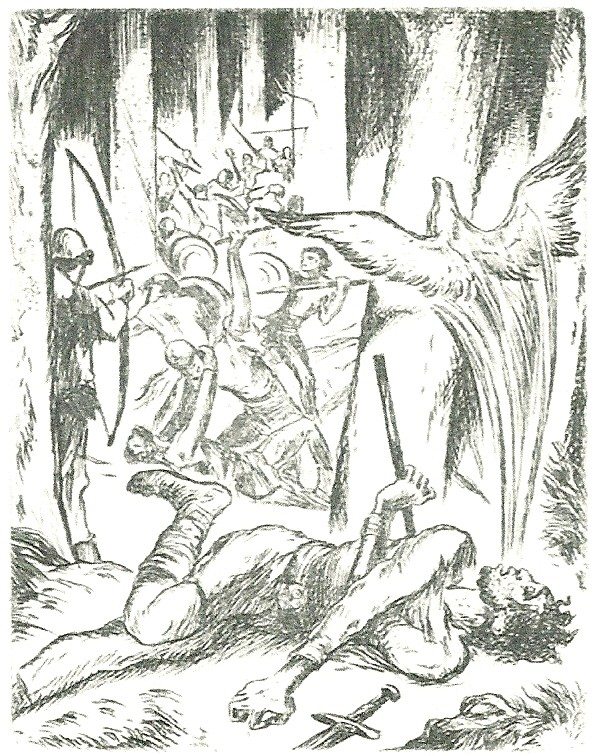
Смерть Властислава

Властисла́в (чеш. Vlastislav) — легендарный князь лучан (с центром в Жатеце). Сын легендарного чешского князя Войена, и брат князя Внислава.
«Чешская хроника» Козьмы Пражского и «Далимилова хроника» не сходятся относительно того, что происходило после смерти князя Незамысла.
Козьма пишет: «Луко уступило власть князю Неклану, чьё войско разгромило армию Властислава в Турско.»
Далимил пишет: «по преданию население Луко было чешским племенем, которым правили Пржемысловичи.»